# 斯武普斯克省
斯武普斯克省（województwo słupskie）是波蘭歷史上的一個省，始於1975年。1999年1月1日被併入濱海省。
1998年面積7,453平方公里。人口429,700人。首府斯武普斯克。